# Witalij Minakow
Witalij Wiktorowicz Minakow (ros. Виталий Викторович Минаков; ur. 6 lutego 1985 w Briańsku) – rosyjski zawodnik mieszanych sztuk walki oraz sambista. Czterokrotny mistrz świata w sambo bojowym w kat. +100 kg oraz były mistrz Bellator MMA w wadze ciężkiej.

## Kariera sportowa
Minakow od młodości trenował sporty walki głównie sambo oraz judo (posiada czarny pas) lecz w tym pierwszym osiągał największe tryumfy. Od 2008 do 2011 był czterokrotnym złotym medalistą mistrzostw Rosji oraz również cztery razy z rzędu w latach 2008-2011 mistrzem świata w sambo w kategorii ciężkiej (powyżej 100 kg). 

## MMA
Mając dobre podstawy z sambo, judo i zapasów postanowił zadebiutować w MMA. 10 kwietnia 2010 stoczył pierwszą walkę na gali M-1 Global, którą wygrał przed czasem z Rusłanem Kabdułlinem. Do 2011 stoczył w sumie sześć zwycięskich walk. 14 kwietnia 2012 pokonał przez TKO Polaka Karola Celińskiego na gali w Rydze. 7 czerwca zanotował ówcześnie największe zwycięstwo w dotychczasowej karierze nokautując byłego zawodnika UFC Eddiego Sancheza w mniej niż dwie minuty. 
Po swoim dziewiątym zwycięstwie we wrześniu 2012 związał się z amerykańską organizacją Bellator MMA w której zadebiutował 2 listopada nokautując Władymira Starczenkowa. W 2013 wziął udział w turnieju wagi ciężkiej. Minakow wygrał turniej pokonując dwóch rywali przed czasem oraz otrzymał możliwość stoczenia walki o pas mistrza w wadze ciężkiej którego posiadaczem był ówcześnie jego rodak Aleksandr Wołkow. Do walki doszło 15 listopada 2013. Minakow znokautował w 1. rundzie Wołkowa odbierając mu tytuł mistrza. Pierwszą obronę pasa zanotował 4 kwietnia 2014 pokonując na punkty Francuza Cheicka Kongo.
31 lipca 2015 w Soczi pokonał na stałe mieszkającego w USA, lecz reprezentującego Polskę Adama Maciejewskiego przez TKO w 20 sekundzie pojedynku.

## Osiągnięcia
Mieszane sztuki walki:
- 2013: Bellator 2013 Summer Series Heavyweight Tournament - 1. miejsce
- 2013-2016: Mistrz Bellator MMA w wadze ciężkiej

Sambo:
- 2008-2011: Czterokrotny mistrz świata w kat. +100 kg
- 2008-2011: Czterokrotny mistrz Rosji w kat. +100 kg
- 2013: Srebrny medalista mistrzostw Rosji w kat. +100 kg

Judo:
- Mistrz Rosji juniorów

Zapasy:
- Mistrz Rosji juniorów

## Lista zawodowych walk MMA
| Wynik     | Bilans | Przeciwnik          | Rozstrzygnięcie                             | Runda | Czas | Rozgrywki                                                | Data       | Miejsce        | Uwagi                                                              |
| --------- | ------ | ------------------- | ------------------------------------------- | ----- | ---- | -------------------------------------------------------- | ---------- | -------------- | ------------------------------------------------------------------ |
| Przegrana | 22-2   | Said Sowma          | TKO (kontuzja - złamany palec)              | 3     | 3:08 | Bellator 269: Fedor vs. Johnson                          | 23.10.2021 | Moskwa         | Co-Main Event                                                      |
| Wygrana   | 22-1   | Timothy Johnson     | KO (cios)                                   | 1     | 1:45 | Bellator 225                                             | 24.08.2019 | Bridgeport     |                                                                    |
| Przegrana | 21-1   | Cheick Kongo        | Decyzja (jednogłośna)                       | 3     | 5:00 | Bellator 216                                             | 16.02.2019 | Uncasville     |                                                                    |
| Wygrana   | 21-0   | Tony Johnson        | TKO (ciosy pięściami)                       | 2     | 0:38 | Fight Nights Global 78                                   | 16.12.2017 | Moskwa         |                                                                    |
| Wygrana   | 20-0   | Antônio Silva       | TKO (ciosy pięściami)                       | 2     | 1:37 | Fight Nights Global 68: Pavlovich vs. Mokhnatkin         | 2.06.2017  | St. Petersburg |                                                                    |
| Wygrana   | 19-0   | D.J. Linderman      | TKO (ciosy pięściami)                       | 3     | 3:09 | Fight Nights Global 60: Minakov vs. Linderman            | 23.02.2017 | Moskwa         |                                                                    |
| Wygrana   | 18-0   | Peter Graham        | Poddanie (dźwignia prosta na staw łokciowy) | 1     |      | Fight Nights Global 50: Emelianenko vs. Maldonado        | 17.06.2016 | Petersburg     |                                                                    |
| Wygrana   | 17-0   | Josh Copeland       | Poddanie (kimura)                           | 2     | 2:50 | Fight Nights - Moscow                                    | 11.12.2015 | Moskwa         |                                                                    |
| Wygrana   | 16-0   | Geronimo dos Santos | Poddanie (dźwignia prosta na staw łokciowy) | 1     | 3:14 | Fight Nights - Dagestan                                  | 25.09.2015 | Kaspijsk       |                                                                    |
| Wygrana   | 15-0   | Adam Maciejewski    | TKO (ciosy pięściami)                       | 1     | 0:20 | Fight Nights - Sochi                                     | 31.07.2015 | Soczi          |                                                                    |
| Wygrana   | 14-0   | Cheick Kongo        | Decyzja (jednogłośna)                       | 5     | 5:00 | Bellator 115                                             | 4.04.2014  | Reno           | Obronił pas mistrza Bellator MMA w wadze ciężkiej                  |
| Wygrana   | 13-0   | Aleksandr Wołkow    | TKO (ciosy pięściami)                       | 1     | 2:57 | Bellator 108                                             | 15.11.2013 | Atlantic City  | Zdobył pas mistrza Bellator MMA w wadze ciężkiej                   |
| Wygrana   | 12-0   | Ryan Martinez       | TKO (ciosy pięściami)                       | 3     | 4:02 | Bellator 97                                              | 31.07.2013 | Rio Rancho     | Wygrał turnieju Bellator MMA 2013 Summer Series w wadze ciężkiej   |
| Wygrana   | 11-0   | Ron Sparks          | TKO (ciosy pięściami)                       | 1     | 0:32 | Bellator 97                                              | 19.06.2013 | Thackerville   | Półfinał turnieju Bellator MMA 2013 Summer Series w wadze ciężkiej |
| Wygrana   | 10-0   | Władimir Starceńcow | TKO (ciosy pięściami)                       | 2     | 0:27 | Bellator 79                                              | 2.11.2012  | Rama           |                                                                    |
| Wygrana   | 9-0    | Fabiano Scherner    | KO (ciosy pięściami)                        | 1     | 3:51 | Fight Nights - Battle of Desne                           | 17.09.2012 | Briańsk        |                                                                    |
| Wygrana   | 8-0    | Eddie Sanchez       | KO (ciosy pięściami)                        | 1     | 1:59 | Fight Nights - Battle of Moscow 7                        | 07.06.2012 | Moskwa         |                                                                    |
| Wygrana   | 7-0    | Karol Celiński      | TKO (przerwanie przez narożnik)             | 1     | 0:55 | Faxe Forward Challenge 2012                              | 14.04.2012 | Ryga           |                                                                    |
| Wygrana   | 6-0    | Iwan Frolow         | Poddanie (duszenie przedramieniem)          | 1     | 0:45 | IMMAT - International MMA Tournament                     | 29.06.2011 | Briańsk        |                                                                    |
| Wygrana   | 5-0    | Juan Espino         | KO (ciosy pięściami)                        | 1     | 0:09 | Sambo 70 vs. Spain                                       | 21.04.2011 | Moskwa         |                                                                    |
| Wygrana   | 4-0    | Wałeryj Szczerbakow | Poddanie (dźwignia prosta na staw łokciowy) | 1     | 1:05 | M-1 Challenge 22: Narkun vs. Vasilevsky                  | 10.12.2010 | Moskwa         |                                                                    |
| Wygrana   | 3-0    | Witali Jałowienko   | Decyzja (jednogłośna)                       | 3     | 5:00 | M-1 Selection 2010: Eastern Europe Finals                | 22.07.2010 | Moskwa         |                                                                    |
| Wygrana   | 2-0    | Aleksandr Zubaczow  | Poddanie (duszenie zza pleców)              | 1     | 0:27 | Sambo-70 / M-1 Global: Sochi Open European Championships | 14.07.2010 | Soczi          |                                                                    |
| Wygrana   | 1-0    | Rusłan Kabdulin     | Poddanie (dźwignia prosta na staw łokciowy) | 1     | 4:19 | M-1 Selection 2010: Eastern Europe Round 2               | 10.04.2010 | Kijów          | Debiut w MMA                                                       |